# إريتش بير

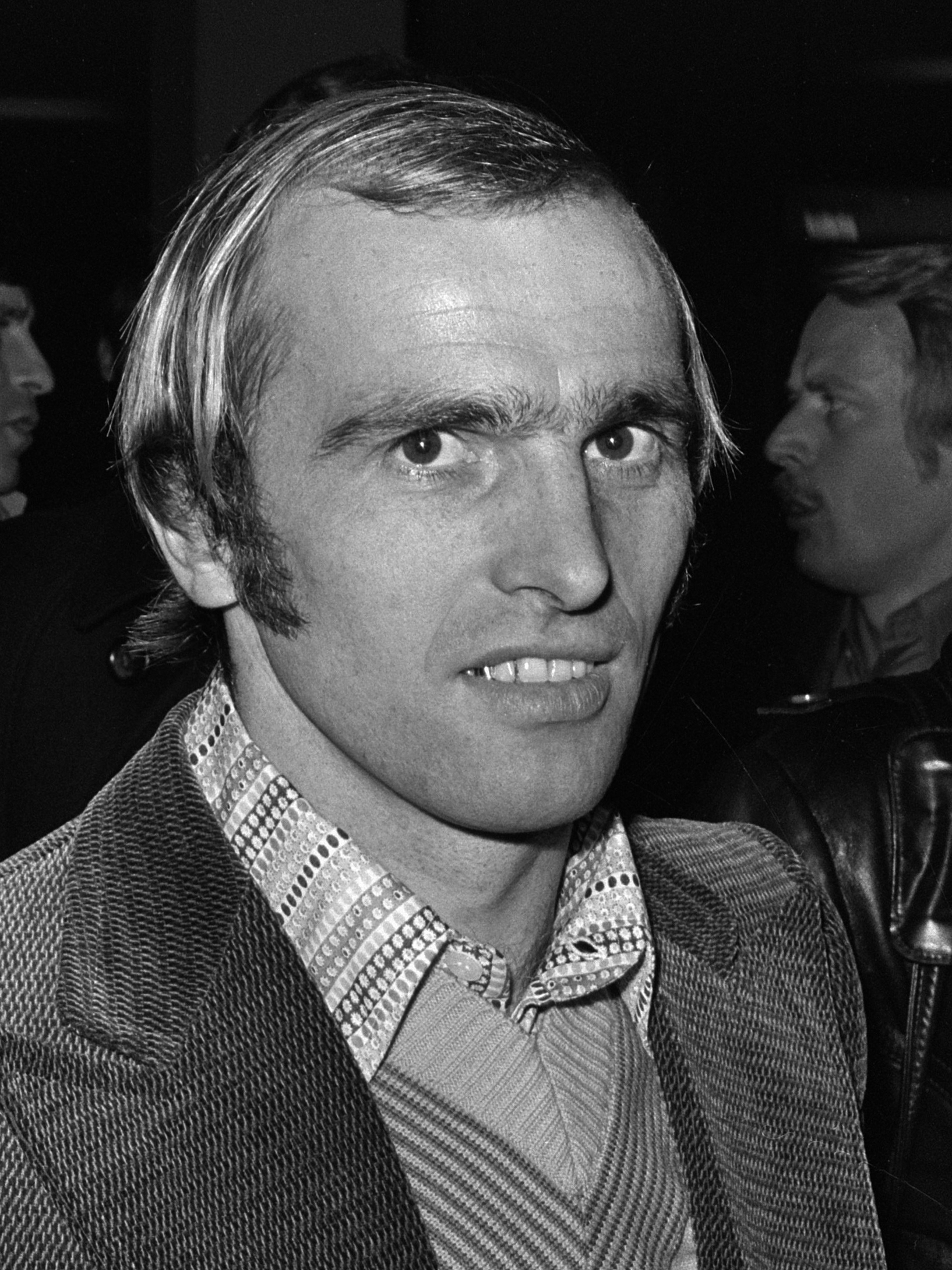
إريتش بير

إريتش بير (بالألمانية: Erich Beer) لاعب كرة قدم ألماني سابق من مواليد 9 ديسمبر 1946.
لعب مع منتخب ألمانيا لكرة القدم.

## روابط خارجية
- إريتش بير على موقع الاتحاد الأوربي (الإنجليزية)
- إريتش بير على موقع قاعدة بيانات كرة القدم.إي يو (الإنجليزية)
- إريتش بير على موقع بيانات كرة القدم. دي إي (الألمانية)
- إريتش بير على موقع ناشيونال فوتبول تيمز (الإنجليزية)
- إريتش بير على موقع عالم كرة القدم.نت (الإنجليزية)